# Eva Klepáčová
Eva Klepáčová (2. května 1933 Praha – 18. června 2012 Praha) byla česká divadelní, filmová a dabingová herečka, moderátorka, manželka herce a zpěváka Josefa Zímy. Mezi její vůbec nejznámější filmové role patří postava Káči z českého pohádkového filmu Hrátky s čertem režiséra Josefa Macha z roku 1956. V roce 2007 jí Prezidium Herecké asociace udělilo cenu za celoživotní mistrovství v dabingu.

## Ze života
Pochází z umělecké rodiny, její otec Antonín Klepáč byl tanečníkem v Národním divadle, maminka, Kamila Klepáčová, rozená Vlášková, byla také tanečnicí a herečkou. Tak jako celá řada jiných pražských herců začínala v Dismanově dětském uměleckém rozhlasovém souboru. Po maturitě na gymnáziu studovala na pražské DAMU, po ukončení školy svoji první divadelní sezónu strávila v Severočeském divadle v Liberci. Poté natrvalo zakotvila ve smíchovském Realistickém divadle Zdeňka Nejedlého v Praze (dnešní Švandovo divadlo na Smíchově).
Méně známo už je dnes to, že působila prakticky od jejích prvopočátků také v Československé televizi, kde díky svému pěknému a kultivovanému hlasovému projevu pracovala jako konferenciérka i příležitostná hlasatelka. Výborné hlasové dispozice také velmi dobře uplatnila při rozhlasové práci a v dabingu. Společně se svým manželem Josefem Zímou (sňatek 1958) úspěšně nadabovala, mimo jiné, hlavní postavu Nastěnky v ruské filmové pohádce Mrazík (Josef Zíma zde namluvil jejího nápadníka Ivánka).
Její život tragicky poznamenala těžká dopravní nehoda Josefa Zímy v roce 1959, během níž zemřel člověk a při níž byla velmi těžce zraněna česká zpěvačka a šansoniérka Judita Čeřovská. Kromě toho ji také, jako mnoho jiných českých umělců, postihla i vlna zákazů vystupování a uměleckých omezení v době normalizace po roce 1968.
S manželem Josefem Zímou měli jediné dítě, dceru Zuzanu, provdanou Bláhovou (narozena 4. června 1959), která se zejména v dětství věnovala dabingu. O svém životě napsala společně se svým manželem biografickou knihu Princ a Káča.
Zemřela roku 2012 v Praze. Je pohřbena na Vinohradském hřbitově.

## Divadelní role, výběr
- 1985 Vasilij Šukšin: Čáry na dlani, učitelka, inženýrova žena, Realistické divadlo, režie Miroslav Krobot

## Filmografie, výběr
- 1954 Cirkus bude!
- 1954 Byl jednou jeden král
- 1956 Hrátky s čertem (Káča – hlavní role)
- 1956 Advent
- 1958 Tenkrát o Vánocích
- 1959 Slečna od vody (Helena – hlavní role)
- 1962 Klíč (TV film)
- 1962 Šestý do party (TV film)
- 1966 Fantom Morrisvillu
- 1981 Ta chvíle, ten okamžik
- 1982 Když rozvod, tak rozvod (soudkyně – vedlejší role)
- 1987 Jak básníkům chutná život
- 1996 Kolja
- 2001 Mach, Šebestová a kouzelné sluchátko

## Rozhlasové role
- 1973 Molière: Lakomec, Československý rozhlas, překlad: E. A. Saudek, pro rozhlas upravil: Dalibor Chalupa, osoby a obsazení: Harpagon (Stanislav Neumann), Kleant, jeho syn (Vladimír Brabec), Eliška, jeho dcera (Jana Drbohlavová), Valér (Josef Zíma), Mariana, jeho sestra (Eva Klepáčová), Anselm, jejich otec (Felix le Breux), Frosina, dohazovačka (Stella Zázvorková), kmotr Jakub, kočí a kuchař Harpagona (Josef Beyvl), kmotr Šimon, zprostředkovatel (Miloš Zavřel), Čipera, Kleantův sluha (Jaroslav Kepka), Propilvoves (Oldřich Dědek), Treska (Jiří Koutný), policejní komisař (Eduard Dubský) a hlášení a odhlášení (Hana Brothánková), dramaturgie: Jaroslava Strejčková, hudba: Vladimír Truc, režie: Jiří Roll.[4]